# Хуайжэнь
Хуайжэ́нь (кит. упр. 怀仁, пиньинь Huáirén) — городской уезд городского округа Шочжоу провинции Шаньси (КНР).

## История
После того, как Ши Цзинтан передал киданям за помощь в восхождении на престол шестнадцать округов, властями империи Ляо часть земель уезда Юньчжун (云中县) была выделена в отдельный уезд Хуайжэнь (怀仁县).
После образования КНР уезд был передан в состав провинции Чахар. В 1952 году провинция Чахар была расформирована, и 13 уездов, переданных в состав провинции Шаньси, были объединены в Специальный район Ябэй (雁北专区). В 1954 году уезды Датун и Хуайжэнь были объединены в уезд Дажэнь (大仁县). В 1958 году уезд Дажэнь был передан под юрисдикцию города Датун.
В 1964 году под юрисдикцией города Датун были восстановлены уезды Датун и Хуайжэнь, которые в 1965 году были переданы под юрисдикцию Специального района Ябэй. 1970 году Специальный район Ябэй был переименован в Округ Ябэй (雁北地区).
В 1993 году округ Ябэй был расформирован, и уезд был передан в состав городского округа Шочжоу.
3 августа 2018 года уезд Хуайжэнь был преобразован в городской уезд.

## Административное деление
Городской уезд делится на 4 посёлка и 6 волостей.